# Chiyata Anga
Chiyata Anga (auch: Chiata Inga, Chiya Ta Anga, Chiya Tonga) ist ein Dorf in der Landgemeinde Gaffati in Niger.

## Geographie
Das von einem traditionellen Ortsvorsteher (chef traditionnel) geleitete Dorf befindet sich rund sechs Kilometer südöstlich des Hauptorts Gaffati der gleichnamigen Landgemeinde, die zum Departement Mirriah in der Region Zinder gehört. Chiya Habou und Chiya Mala sind weiter östlich gelegene Nachbardörfer von Chiyata Anga.
Nördlich der drei Dörfer erstreckt sich der bis zu 250 Hektar große periodische See Mare de Chiya, dessen Feuchtgebiet als Important Bird Area klassifiziert ist. Die Landschaft südlich der Dörfer ist von vielen zwischen Transversaldünen gelegenen kleinen Niederungen geprägt, die längliche Formen aufweisen. Es herrscht das Klima der Sahelzone vor, mit einer durchschnittlichen jährlichen Niederschlagsmenge zwischen 300 und 400 mm.

## Bevölkerung
Bei der Volkszählung 2012 hatte Chiyata Anga 761 Einwohner, die in 105 Haushalten lebten. Bei der Volkszählung 2001 betrug die Einwohnerzahl 506 in 94 Haushalten und bei der Volkszählung 1988 belief sich die Einwohnerzahl auf 315 in 58 Haushalten.

## Wirtschaft und Infrastruktur
Es gibt eine Schule im Dorf.